# Degarelix
Le degarelix est un médicament utilisé dans le traitement du cancer de la prostate.

## Mode d'action
Le degarelix est un antiandrogène de type antagoniste des récepteurs de la GnRH et agit en réduisant la quantité de testostérone dans le corps,.

## Usage médical
Le degarelix est un médicament utilisé pour traiter le cancer de la prostate,. Plus précisément, il est utilisé pour les maladies avancées dépendant des hormones. Le médicament est administré par injection sous-cutanée.

## Effets secondaires
Les effets secondaires du degarelix comprennent des douleurs au site d’injection, des bouffées de chaleur ou des problèmes hépatiques. D'autres effets secondaires peuvent inclure l'anaphylaxie, l'allongement de l'intervalle QT et l'infertilité.

## Histoire
Le degarelix a été approuvé pour un usage médical aux États-Unis en 2008 et en Europe en 2009,. Au Royaume-Uni, 80 mg coûtent au NHS environ 130 livres sterling  en 2021. Aux États-Unis, ce montant coûte environ 520 dollars américains.